# Plenerizem
Plenerizem (iz francoskega izraza en plein air) je smer v slikarstvu v drugi polovici 19. stoletja, pri kateri so umetniki v naravi, pod odprtim nebom, v naravni svetlobi in senčnih pogojih ter naravnih barvah slikali posamezne krajine. Ta metoda je v nasprotju s studijskim slikarstvom ali akademskimi pravili, ki lahko ustvarijo vnaprej določen videz.
Do iznajdbe fotografije so se umetniki morali popolnoma zanašati na svoje skice in barvne skice ter na svoj spomin pri vsaki sliki naslikani v studiu, medtem ko so slikarji na prostem v smislu zračne in barvne perspektive takrat imeli koristi od možnosti nenehnega preverjanja doslednosti njihovega krajinskega motiva in ga znova in znova popravljali. Vendar nikakor vsaka krajinska slika ne izvira iz plenerizma, večina je kombinacija zunanjega slikarstva in studijskega slikarstva. Zunaj, pred motivom, so narejene skice majhnega formata in večje razstavne oblike so nastale po teh študijah, izpopolnjene samo v studiu.

## Koncept krajine
Izraz krajina nastane s tem, da je »iz potencialne neskončnosti naravnega zunanjega sveta« izbran in razmejen tako imenovani »del narave« . Prvotno se je izraz »krajina« nanašal na naravne motive, v razvoju umetnostne zgodovine pa so bili dodani »pogledi mest in arhitektur«. 

## Zgodovina
Umetniki so že dolgo slikali na prostem, vendar je sredi 19. stoletja delo v naravni svetlobi postalo še posebej pomembno za Barbizonsko šolo, šolo reke Hudson in impresioniste.
Leta 1830 je Barbizonska šola v Franciji, ki jo je navdihnil John Constable, umetnikom, kot sta Charles-François Daubigny in Théodore Rousseau, omogočila natančnejšo predstavitev zunanjih predmetov v različnih svetlobnih in vremenskih razmerah .V poznih 1800-ih je bil pristop en plein air vključen v slog impresionistov, umetniki, kot so Claude Monet, Pierre-Auguste Renoir, Frédéric Bazille in Edgar Degas, so začeli ustvarjati svoje delo na prostem . Iz Francije se je gibanje razširilo v Ameriko, začelo se je v Kaliforniji, nato pa se je preselilo v druge ameriške kraje, ki so znani po svojih naravnih lastnostih svetlobe, vključno z dolino reke Hudson v New Yorku.
Macchiaioli so bili skupina italijanskih slikarjev, dejavnih v Toskani v drugi polovici devetnajstega stoletja, ki so s prekinitvijo konvencij, ki so jih poučevali na italijanski akademiji umetnosti, veliko slikali na prostem, da bi zajeli naravno svetlobo, sence in barvo. Ta praksa povezuje Macchiaiolije s francoskimi impresionisti, ki so se pojavili nekaj let pozneje, čeprav so Macchiaioli zasledovali nekoliko drugačne namene. Njihovo gibanje se je začelo v Firencah v poznih 1850-ih.
Newlynska šola v Angliji velja za še enega pomembnega zagovornika tehnike v poznem 19. stoletju . Priljubljenost slikanja en plein air se je v 1840-ih povečala z uvedbo barv v tubah. Prej so slikarji izdelovali svoje barve z mletjem in mešanjem suhih pigmentnih praškov z lanenim oljem.
Dejanje zunanjega slikanja iz opazovanja je še vedno priljubljeno tudi v 21. stoletju. 

## Pribor in izziv
Že sredi 19. stoletja je bilo izumljeno slikarsko stojalo (štafelaj), običajno znano kot 'francosko stojalo' ali 'poljski štafelaj'. Ni jasno, kdo ga je razvil, toda to zelo prenosno stojalo s teleskopskimi nogami in vgrajeno škatlo za barve in paleto so olajšale odhod v naravo . Tudi danes so še vedno priljubljena izbira (tudi za domačo uporabo), saj se zloži na velikost kovčka in so zato enostavni za shranjevanje .
Škatla Pochade je kompaktna škatla, ki omogoča umetniku, da shrani vse zaloge in paleto v škatli in opravi delo na notranji strani pokrova. Nekateri modeli omogočajo večje platno, ki ga lahko držijo sponke, vgrajene v pokrov. Obstajajo modeli, ki lahko vsebujejo tudi nekaj vlažnih slikarskih platen ali plošč v pokrovu . Te škatle so vedno bolj priljubljene, medtem ko se uporabljajo predvsem za slikanje v naravi, lahko pa se uporabljajo tudi v studiu, doma ali v učilnici. Ker se škatle Pochade uporabljajo predvsem za slikanje na lokaciji, je lahko platno ali delovna površina majhna, običajno ne več kot 50 cm .
Izzivi vključujejo vrsto barve, ki se uporablja za slikanje na prostem, živali, žuželke, opazovalce in okoljske razmere, kot je vreme. Akrilna barva se lahko v toplem in sončnem vremenu hitro strdi in posuši, zato je ni mogoče ponovno uporabiti. Na nasprotni strani spektra je izziv slikanja v vlažnih in mokrih razmerah z padavinami. Pojav plenerističnega slikarstva je nastal pred izumom akrilnih vlaken. Tradicionalna in uveljavljena metoda slikanja vključuje uporabo oljne barve.

## Zagovorniki
Francoski impresionistični slikarji, kot so Claude Monet, Camille Pissarro in Pierre-Auguste Renoir, so zagovarjali pleneristično slikarstvo, velik del njihovega dela je zato potekal na prostem v razpršeni svetlobi velikega belega dežnika. Claude Monet je bil navdušen avtor, ki je ugotovil, da je treba v določenem trenutku izkoristiti bližino in podobnost zunanjega okolja, zato je treba biti zunaj, da bi to naredil, namesto da bi v ateljeju slikal samo zunanjo nastavitev . V drugi polovici 19. stoletja in v začetku 20. stoletja so bili v Rusiji slikarji, kot sta Vasilij Polenov, Izak Levitan, Valentin Serov, Konstantin Korovin in I. E. Grabar znani po tem, da so slikali pleneristično.
Toda navdušenci plein air slikarstva niso bili omejeni na Stari svet. Tudi ameriški impresionisti, kot na primer šola old Lyme, so bili navdušeni pleneristični slikarji. Ameriški impresionistični slikarji, ki so v tem obdobju zaznali ta slog, so bili Guy Rose, Robert William Wood, Mary DeNeale Morgan, John Gamble in Arthur Hill Gilbert. V Kanadi sta Skupina sedmih in Tom Thomson primera zagovornikov tega slikanja.

## Izbor slik
- En plein air slikar na Côte d'Argent v Hourtinu, Francija
- Umetnik dela en plein air, uporablja Pochade kovček pri svetilniku  Pigeon Point v Kaliforniji.
- En plein air slikal slika v Ringwood, New Jersey. Umetnik uporablja francosko stojalo na levi in Pochade kovček na desni.
- Winslow Homer, Umernik skicira Bele gore, 1868, olje na panelu, 24,1 × 40,3 cm, Portland Museum of Art
- Camille Pissarro, 1872, Hameau aux environs de Pontoise, olje na platnu, 54 × 74 cm, privatna zbirka
- Henri Biva, c.1905–06, Matin à Villeneuve (z vodne strani), olje na platnu, 151,1 × 125,1 cm
- Claude Monet, 1887, V gozdu Givernyja, Blanche Hoschedé Monet pri stojali z Suzanne Hoschedé, ki bere , olje na platnu, 91,4 x 97,7 cm, Los Angeles County Museum of Art
- Pierre-Auguste Renoir, c.1888-89 Gora Sainte-Victoire, olje na platnu, 53 x 64,1 cm, Yale University Art Gallery
- Paul Cézanne, c.1897, La Montagne Sainte-Victoire vue de la carrière Bibémus, olje na platnu, 65,1 × 81,3 cm, Baltimore Museum of Art